# ميكفالاو
ميكفالاو هي قرية تقع في إقليم كوفاسنا في رومانيا.